# Бошан, Роджер, 1-й барон Бошан из Блетсо
Роджер де Бошан (англ. Roger Beauchamp; приблизительно 1315 — 3 января 1380) — английский аристократ, 1-й барон Бошан из Блетсо. Участник Столетней войны.

## Биография
Роджер Бошан принадлежал к младшей ветви знатного английского рода нормандского происхождения. Он был сыном Роджера де Бошана и внуком сэра Уолтера де Бошана и Элис де Тосни. По крайней мере с 1337 года Бошан находился при дворе короля Эдуарда III. Начиная с 1346 года он участвовал в войне на континенте, а в 1372 году был назначен капитаном Кале.
1 июня 1363 года Бошана в первый раз вызвали в парламент как Rogero de Bello Campo. Поэтому он считается первым бароном Бошан из Блетсо.
Роджер Бошан был женат дважды. Его первой женой стала Сибилла де Паттерсхалл, дочь сэра Джона Паттерсхалла и Мабели Грандисон (внучка Уильяма Грандисона, 1-го барона Грандисона); благодаря этому браку он получил ряд поместий в Бедфордшире, включая Блетсо, и стал одним из наиболее влиятельных землевладельцев в этом графстве. Во второй раз Бошан женился на Маргарет Кэрью, дочери Уильяма Кэрью и вдове Томаса Грандисона, 4-го барона Грандисона. Первая жена родила ему трёх детей — сэра Роджера, Филиппа (архидьякона Эксетерского) и Маргарет, жену сэра Джона Бланкминстера и сэра Гилберта Толбота. Роджер-младший умер при жизни отца, так что 2-м бароном стал его сын, носивший то же имя.